# Eupithecia flavoapicaria
Eupithecia flavoapicaria là một loài bướm đêm trong họ Geometridae.